# Eusebius von Nikomedia
Eusebius von Nikomedia († 341) war von 318 bis 341 mit Unterbrechungen Bischof von Nikomedia und ab 338 zudem Bischof von Konstantinopel. Auf dem Konzil von Nicäa 325 trat er als Wortführer einer mit Arius sympathisierenden Gruppe auf. Zwar unterzeichnete er schließlich das Glaubensbekenntnis, verweigerte jedoch die Verurteilung des Arius, da er deren Berechtigung anzweifelte. Aufgrund seiner fortgesetzten Unterstützung des Arius wurde er kurz nach dem Konzil nach Gallien verbannt, kehrte jedoch 328 nach Vorlage einer Glaubenserklärung in den Osten zurück.

## Leben
Eusebius kam aus Syrien, ob Arius und er Schüler des Lukian von Antiochia gewesen waren, ist entgegen einer verbreiteten Ansicht keineswegs sicher. Im Brief des Arius an Eusebius wird dieser als Syllucianistes angesprochen, was im Zusammenhang des betroffenen Satzes häufig als „Mitschüler des Lukian“ übersetzt wird; Arius und Eusebius wären demnach beide theologische Schüler von Lukian gewesen. Die Satzpassage könnte aber womöglich noch eher so übersetzt werden, dass Arius Eusebius als Anhänger des 312 verstorbenen Lukians bzw. des Märtyrerkultes um Lukian, wie es Arius auch sein wollte, anspricht. Als Bischof von Berytus (dem heutigen Beirut) ließ er sich den weit bedeutenderen Bischofssitz von Nikomedia zuweisen, der Residenz des Kaisers Licinius, bei dessen Frau Constantia, der Schwester Konstantins des Großen, er in hoher Gunst gestanden haben soll – nach einer Überlieferung war er angeblich sogar mit dem Kaiserhaus verwandt.
Als Arius wegen seiner theologischen Positionen in Alexandria durch eine von Alexander von Alexandria einberufene kirchliche Synode 319 verurteilt wurde, floh er nach Caesarea, wo er von Eusebius von Caesarea gut aufgenommen wurde. Von dort bat er Eusebius von Nikomedia um Unterstützung. Eusebius von Nikomedia schrieb viele Briefe, um Arius gegen Alexander von Alexandria und die Synoden-Verurteilung zu unterstützen bzw. schützen. In einem ebenfalls erhaltenen Brief an Paulinus, Bischof von Tyros, schilderte Eusebius die arianische Lehre in Details.
Es kam zu brieflichen Rundumschlägen von Alexander von Alexandria auf der einen und Eusebius von Nikomedia auf der anderen Seite. Kaiser Konstantin I., nunmehr römischer Alleinherrscher, versuchte im Herbst 324 zu vermitteln, und berief, als das fehlschlug, das erste Konzil von Nicäa (325) ein, auf dem Eusebius wohl als führende Person Arius gegen Alexander von Alexandria und dessen Verurteilung von Arius unterstützte.
Eusebius unterzeichnete, wie die anderen Vertreter der ‚origenistischen Mittelgruppe‘, das Nicaenum, das abschließende Bekenntnis des Konzils. Nach dem Konzil von Nicäa setzte er sich für die Aufhebung des Anathemas gegen Arius ein, daraufhin wurde er von Kaiser Konstantin verbannt. 327 wurden Eusebius und Arius von Kaiser Konstantin rehabilitiert, Arius, nachdem dieser ein ‚rechtgläubiges Bekenntnis‘ abgelegt hatte. Die Mehrheit der Bischöfe im Osten des Römischen Reiches, das wurde in den nächsten Jahren nach dem nicänischen Konzil durch die fortdauernden Auseinandersetzungen um die Christologie bzw. Trinitätslehre deutlich, gehörte zur ‚origenistischen Mittelgruppe‘.
Der ‚antiarianische‘ Patriarch Eustathios von Antiochia wurde angeblich auf Grund von Anklagen der Eusebianer abgesetzt und verbannt wegen angeblicher respektloser Bemerkungen über die Mutter des Kaisers. Athanasius, seit 328 einflussreicher wie energischer Bischof des zweiten östlichen Patriarchats von Alexandria, diffamierte abweichende theologische Positionen pauschal als ‚arianisch‘ und geriet damit in Konflikt mit den kaiserlichen Bemühungen um einen theologischen Ausgleich, beispielsweise von Constantius II., zwischen den verschiedenen Strömungen.
Am 22. Mai 337 starb Kaiser Konstantin in Nikomedia, nachdem er vom dortigen Bischof Eusebius getauft worden war. Das Römische Reich wurde unter seinen Söhnen Konstantin II., Constantius II. und Constans aufgeteilt, die unterschiedliche kirchenpolitische und theologisch-christliche Positionen verfolgten. Für Eusebius brachte die neue Regierung im Ostteil des Römischen Reiches mit Constantius II. eine verstärkte offizielle Orientierung auf die im Osten des Reiches sowieso kirchliche dominierende ‚origenistische Mittelgruppe‘, aus der sich ab 358 die Strömung der Homöer entwickelte. Daneben war Eusebius die Aufgabe zugeteilt, als Vormund für die Erziehung des späteren Kaisers Julian zu sorgen, der ein Vetter Constantius’ II. und Überlebender der Morde nach dem Tod Konstantins war.
338 wurde Eusebius Bischof von Konstantinopel. Er weihte den Goten Wulfila in Antiochia zum „Bischof der Christen im gotischen Land“, welcher damit die Trinitätslehre der ‚origenistischen Mittelgruppe‘ und später der ‚Homöer‘ als Teil dieser Strömung aufnahm und verbreitete.